# Huangarua (rivière)
La rivière Huangarua  (anglais : Huangarua River) est un cours d’eau de la partie sud de l’Île du Nord de la Nouvelle-Zélande dans le district de South Wairarapa dans la région de Wellington.

## Géographie
Prenant naissance au pied de la chaîne de Aorangi, elle s’écoule vers le nord pour rejoindre la rivière Ruakokoputuna au sud de la ville de Martinborough.

## Affluents
OpenStreetMap signale deux affluents en rive droite :
- le Clay Creek,
- la rivière Makara